# تريفور جونسون (لاعب كرة قدم أمريكية)
تريفور جونسون (بالإنجليزية: Trevor Johnson)‏ هو لاعب كرة قدم أمريكية أمريكي، ولد في 26 فبراير 1981.

## وصلات خارجية
- تريفور جونسون على موقع مرجع كرة القدم المحترفة.كوم (الإنجليزية)